# Zhangpeishanita
La zhangpeishanita és un mineral de la classe dels halurs. Rep el seu nom en honor del mineralogista Zhang Peishan (1925-), en reconeixement de les seves contribucions a la mineralogia de Bayan Obo.

## Característiques
La zhangpeishanita és un halur de fórmula química BaFCl. Va ser aprovada com a espècie vàlida per l'Associació Mineralògica Internacional l'any 2006. Cristal·litza en el sistema tetragonal. És un mineral isostructural amb la matlockita.
Segons la classificació de Nickel-Strunz, la zhangpeishanita pertany a «03.DC - Oxihalurs, hidroxihalurs i halurs amb doble enllaç, amb Pb (As,Sb,Bi), sense Cu» juntament amb els següents minerals: laurionita, paralaurionita, fiedlerita, penfieldita, laurelita, bismoclita, daubreeïta, matlockita, rorisita, zavaritskita, nadorita, perita, aravaipaïta, calcioaravaipaïta, thorikosita, mereheadita, blixita, pinalita, symesita, ecdemita, heliofil·lita, mendipita, damaraïta, onoratoïta, cotunnita, pseudocotunnita i barstowita.

## Formació i jaciments
Va ser descoberta a la mina East, al dipòsit de Bayan Obo de la localitat homònima, situada a Mongòlia Interior, a la República Popular de la Xina. Es tracta de l'únic indret on ha estat descrita aquesta espècie mineral.